# Sala Nacional de Órgano y Música de Cámara de Ucrania
La Sala Nacional de Órgano y Música de Cámara de Ucrania (en ucraniano: Національний будинок органої та камерної музики України) es una institución cultural de Kiev, Ucrania. Se encuentra en la Catedral de San Nicolás, que comparte con la Iglesia católica en Ucrania. Una sala de la iglesia fue reconstruida como sala de conciertos en febrero de 1980.

## Edificio
La Catedral de San Nicolás se terminó de construir hacia 1909 para acoger a la creciente comunidad polaca de Kiev. Fue cerrada por los comunistas después de 1917, utilizada como almacén en la década de 1930 y posteriormente como archivo. El edificio sufrió graves daños durante la Segunda Guerra Mundial.
A fines de la década de 1970, el Consejo de Ministros de la República Socialista Soviética de Ucrania ecidió restaurar el edificio como Sala Nacional de Órgano y Música de Cámara para el Ministerio de Cultura ucraniano. Las obras fueron supervisadas por los arquitectos O. Grauzhis e I. Tukalevskiy, con vidrieras del Báltico, muebles tapizados de Lviv y pisos de parqué de Kivertsi.
Desde 1992, el edificio se comparte con la Iglesia católica en Ucrania. El Ministerio de Cultura tiene previsto construir un nuevo edificio para la Sala de Órgano y Música de Cámara antes de 2023.

## Órganos
El órgano fue diseñado y construido para la sala de conciertos por Rieger-Kloss en 1979. El órgano cuenta con 55 registros, divididos en tres teclados manuales y de pedal, con 3.846 tubos de madera y metal de tamaños que van desde los 13 milímetros de diámetro hasta los 6 metros de longitud. El órgano tiene una amplia paleta tímbrica, que permite interpretar obras de diferentes estilos y direcciones.
Un órgano de ensayo, también fabricado por Rieger-Kloss en 1979, tiene 56 teclas en dos manuales y un pedal de 30 teclas. Sus 8 registros tienen una amplia distribución, lo que permite una cierta imitación como preparación para la actuación con el órgano grande.

## Equipos creativos
El equipo creativo de la Sala Nacional de Órgano y Música de Cámara incluye el conjunto Borys Lyatoshynsky, el trío "Ravisan", el cuarteto Mykola Lysenko, los conjuntos de cámara Kiev y Kiev Brass, organistas, solistas-instrumentistas y cantantes.
Entre los directores artísticos de la institución se encuentran:
- Prof. Arseniy Mykolayovych Kotlyarevsky (1981-1986)[7]
- Alejandro Kostin (1987-1997)

## Intérpretes notables
- Koshuba Volodymyr Viktorovych (organista) - Artista del Pueblo de Ucrania[6]
- Kalinovska Iryna Mykolayivna (organista) - Artista del Pueblo de Ucrania[6]
- Balakhovska Valeria Valeriyivna (organista) - Artista de Honor de Ucrania[6]
- Kharechko Iryna Ivanivna (organista) - Artista de Honor de Ucrania
- Sidorenko Maksym Ivanovych (organista) - Artista de Honor de Ucrania
- Bubnova Anna (organista) - Artista de Honor de Ucrania
- Pivnov Vitaliy Mykolayovych (organista)